# Syrisca senegalensis
Syrisca senegalensis là một loài nhện trong họ Miturgidae.
Loài này thuộc chi Syrisca. Syrisca senegalensis được Charles Athanase Walckenaer miêu tả năm 1842.